# Осман Ђикић
Осман Ђикић (Мостар, 7. јануар 1879 — Мостар, 30. март 1912) био је српски пјесник и национални радник, аутор драма, публициста и политичар из Босне и Херцеговине.

## Биографија
Рођен је у Мостару у грађанској породици, гдје је завршио нижу гимназију. Због тога што се јавно изјашњавао да је Србин, аустроугарске власти су га истјерале из петог разреда гимназије, па је школовање наставио у Београду, одатле је отишао у Цариград, па у Беч, гдје је завршио Трговачку академију. Још док је био гимназијалац почео се дружити са мостарским пјесницима окупљеним око листа Зора, Алексом Шантићем, Светозаром Ћоровићем и Јованом Дучићем, под чијим је утицајем почео да пише пјесме. До краја живота у свом књижевном и јавном дјеловању увијек је исказивао своје непоколебљиво српство. Био је банкарски чиновник у Загребу, Брчком и Мостару. 
Оснивач је културног друштва босанскохерцеговачке муслиманске младежи Гајрет, које је просрпски усмјеравао, а године 1909. изабран је за секретара овог друштва. Тада се већ преселио у Сарајево, гдје је уређивао и истоимени лист Гајрет. Поред тога био је један од покретача и уредник часописа Мусават, који је 1909. године почео да излази у Мостару. Године 1910. покренуо је Босанско-херцеговачки гласник у Сарајеву а 1912. био је међу покретачима политичког листа Самоуправа и био му је главни уредник. Писао је пјесме и многе ствари у прози, у Босанској Вили, Зори, Цариградском гласнику (1899) и другим књижевним листовима. Иза себе је оставио три збирке пјесама: 
Побратимство коју је 1900. у Београду објавио са Авдом С. Карабеговићем и Омер-бегом Сулејманпашићем-Деспотовићем. 
Године 1902. Српска дубровачка штампарија А. Пасарића штампала му је књигу пјесама Муслиманској младежи.
Годину дана касније 1903. године, у издању Српске штампарије синова С. Мијата Радовића у Мостару изашла му је збирка пјесама Ашиклије.
Умро је од туберкулозе 1912. године.
Написао је и низ родољубивих пјесама између којих је „Српска вила“ посвећена Ристи Радуловићу:
Ох не плачи вило, утри горке сузе!
Јер већ сунце мило и нама се рађа,
Брат се с братом мири, престануће свађа!
И Србин ће стрести опет тешке узе !!!
Познате су му песме Ој кадуно, коно моја и Ђаурко мила.
Сакупљао је народне пјесме (рукописна збирка Херцеговачки бисер 60 пјесама) и биљежио обичаје (Свадбени обичаји Мухамеданаца у Херцеговини, рукопис). У љубавној лирици се ослањао на севдалинку и угледао на песнике Истока, а побожном лириком се обраћао муслиманској младежи. Написао је драме Златија (1905), Стана (1906) и Мухаџир (1909). Његов позоришни комад "Златија" први пут је изведен 1927. године у Београду у новој згради Народног позоришта. Било је то поводом обележавања 15 година од његове смрти.
О његовој смрти писао је Цетињски вјесник.
Осман Ђикић умро је од туберкулозе у Мостару 30. марта 1912. године, и био је сахрањен у Великом царинском харему. И његова супруга Зора умрла је од исте болести 14. септембра 1914. године, па је њихова љубав и трагична судбина прерасла у романтичну легенду која траје до данас.
После његове смрти многе културне установе носиле су његово име. У Београду је Гајрет носио његово име (1927). Године 1936. према пројекту београдског архитекте и историчара уметности Александра Дерока , подигнуто му је спомен - турбе у харему код Карађоз-бегове џамије у које су пренесени и његови посмртни остаци из Великог царинског харема. Усташе су спомен-турбе порушиле 1941. године а обновљено је после Другог светског рата. У последњем рату тј. после повлачења војних и паравојних српских снага, у јуну 1992. године, спомен-турбе су минирали припадници ХОС-а. Делимично је обновљено 1998. године.
Ђикић сабрана дела, у редакцији др. Јосипа Лешића, објавила је сарајевска издавачка кућа "Светлост" у едицији "Културно наслеђе Босне и Херцеговине" 1971. године.